# Gudrun Steen-Andersen
Gudrun Steen-Andersen (9. oktober 1950 i Gentofte) er en dansk billedhugger. 
Steen-Andersen er uddannet på Kunstakademiet i København under Mogens Bøggild og Svend Wiig Hansen i 1970-1974.  Blandt hendes værker er Det bærende element lavet af metalmøtrikker, 1992-93, værket står på Amu-Center, Hasselager, Århus og en buste af borgmester Thorkild Simonsen fra 1995, som står ved Musikhuset Aarhus. Hun har desuden lavet en buste af Poul Schlüter, der er opsat på både Christiansborg og i Tønder.

## Ekstern henvisning
- Gudrun Steen-Andersen på Kunstindeks Danmark/Weilbachs Kunstnerleksikon
- Gudrun Steen-Andersens hjemmeside